# Nona (ディスクジョッキー)
Nona（のーな、12月22日 - ）は、日本の女性ラジオDJ、ナレーター、音楽家。
兵庫県神戸市出生東京都出身。青二プロダクション所属。血液型AB型。中学校教諭一級、高等学校教諭二級（音楽）免許取得。趣味は読書で海外ミステリーを愛好する。継母はスペイン語歌手の柳貞子。

## 略歴
生後半年で東京都に移住。両親の影響によりジャズ、クラシック音楽、スペイン音楽で育ち4歳よりピアノを始める。中学・高校時代を米国で過ごす。エジモントハイスクール時代にはウェストチャスター・ピアノコンチェルトコンテストで最年少で優勝する。その後ジュリアード音楽院プレカレッジを経て日本に帰国し、玉川大学芸術学科ピアノ科を卒業。横浜国際ピアノコンクール入賞を果たすが、腱鞘炎によりピアニストを断念。FMサマーセミナー受講を機にラジオDJ活動開始。米国留学時代にはボイストレーニングも受けており、1990年にリリースされた21（TWENTY-ONE）の1stアルバム『Blue coast inn』（ビクターエンタテインメント）では小山水城と共にメインボーカルを務めている。現在、J-WAVEなどでラジオDJとして活動。
また、nona（ノーナ）名義でアルバムを出しており、イタリアのIRMA RECORDS（イルマレコード）からCDをリリースし、ワールドデビューしたこともあり、ソロとしては『The Sweetest Taboo』を、ユニット・Variousとしては『Irma at Sex and the City』『Vol. 6-Jazz House Independent』を発表している。日本においては、ソロとしては1stアルバム『Cool Noon』（1998年、ユニバーサルミュージック）を、ユニット・Fuschiaとして『Pour la Vie』（2002年、日本コロムビア）を、tito sine qua non meets nonaとして『BACHARACHMANIA』（2004年、日本クラウン）を発表する。2003年1月、芸名をnonaに正式改名。声優・ナレーターとしては青二プロダクション所属、ナレーターとしては主にテレビ、CMを担当。

## 音楽

### シングル
- Horizon（2013年）
- 1000 winds（2013年）

### アルバム
- Cool Noon（1998年）
- The Sweetest Taboo（2006年）
- NUDE INDIGO

## ナレーター

### バラエティ
- EXH〜EXILE HOUSE〜（2009年、TBS）
- タカトシの空飛ぶチェリーパイ（テレビ東京）

### その他のテレビ番組
- 1984（2002年、テレビ朝日）
- ワイン直行便（テレビ朝日）
- FUTURE TRACKS（テレビ朝日）
- 2時ピタッ!（2006年、TBS）[2]
- Parky Party（テレビ東京）
- サイコラッ!（テレビ東京）
- 芸能人が通う診察室（日本テレビ）
- 音游人（テレビ東京）
- ファッション通信（テレビ東京）
- 趣味悠々（NHK Eテレ）
  - 樹脂粘土クラフト
  - デジタル一眼レフで巡る ローカル線の旅（2009年）
- NHK高校講座 世界史（NHK Eテレ）
- 天空散歩（テレビ東京）
- 嗚呼!花の料理人（読売テレビ）
- 星月夜（TBS）
- スマートラウンジ（2011年 - 2012年、BS朝日）
- 欧州 美の浪漫紀行シリーズ（BSジャパン）
- あさナビ（テレビ朝日）
- 王様のブランチ（2013年6月 - 、TBS）
- トマトラベル（フジテレビ）
- Mr.サンデー（フジテレビ・関西テレビ）
- 素晴らしき日本 鉄道の旅（BS-TBS、庄司宇芽香と交代で担当）
- 中居正広の金曜日のスマイルたちへ（TBS）

### CM
- NTT東日本 （サウンドロゴ）
- 日本ビクター（サウンドロゴ）
- ユニリーバ・ジャパン、Lux（ナレーション）
- ドクターシーラボ（ナレーション）
- 集英社、MAQUIA（ナレーション）
- 三井アウトレットパーク（ナレーション）
- ABCマート（ナレーション）
- ロレアル パリ
- シチズン、エクシード
- コーセー、エスプリーク
- ドクター・ショール
- Dlife、番宣

## ラジオ
- ハート・オブ・サンデー（1994年4月 - 2014年3月30日、TOKYO FM）[3]
- TOKYO MIDNIGHT JAZZ STORY（TOKYO FM）
- WEEKEND SPLASH（J-WAVE）
- キス･セラピー（TOKYO FM）
- ミュージック・ハートランド（TOKYO FM）
- ロード・ナビゲーター（TOKYO FM）
- キャットフィッシュ（J-WAVE）
- モーニングデリバリー（J-WAVE）
- Mid Afternoon Breeze（NACK5）
- Weekly Countdown Top 40（FM-FUJI） - ジョージ・ウィリアムスとのツインナビゲート。
- Renault Sunday voyage（2017年4月 - 2017年12月、TOKYO FM）